# Andrés Uhía
Andrés Uhía (Valledupar, Cesar, Colombia; 19 de noviembre de 1985) es un exfutbolista colombiano. Jugaba de centrocampista.

## Clubes
| Club              | País     | Año         |
| ----------------- | -------- | ----------- |
| Deportivo Cali    | Colombia | 2003        |
| Pumas de Casanare | Colombia | 2004        |
| Valledupar FC     | Colombia | 2005        |
| Real Cartagena    | Colombia | 2006        |
| Envigado FC       | Colombia | 2007        |
| Valledupar FC     | Colombia | 2008        |
| Juventud Soacha   | Colombia | 2009        |
| Alianza Petrolera | Colombia | 2010        |
| Fortaleza CEIF    | Colombia | 2011 - 2014 |
| Valledupar FC     | Colombia | 2016 - 2017 |